# 디바 (1981년 영화)
《디바》(Diva)는 프랑스에서 제작된 장-자크 베넥스 감독의 1981년 액션, 드라마, 미스터리, 멜로/로맨스, 스릴러 영화이다. 프레데릭 안드레이 등이 주연으로 출연하였고 세르지 실버맨 등이 제작에 참여하였다.

## 출연

### 주연
- 프레데릭 안드레이

### 조연
- 리처드 보링제
- 챈털 데루아
- 안니 로만드
- 제라르드 다몬
- 도미니크 피뇽
- 패트릭 플로어쉐임
- 레이몬드 아퀼론
- 에티엔느 드라베
- 라우레 듀틸레울
- 네인 게몬
- 가브리엘 고빈
- 짐 아디 리마스
- 이사벨 메르고
- 장-뤽 포라즈
- 브리짓 라하이
- 도미니크 베스네하르드
- 블라디미르 코스마

## 기타
- 각색: 장 자끄 베넥스
- 대사: 장 자끄 베넥스